# وزارة المساواة بين الجنسين وتنمية الطفل ورعاية الأسرة (موريشيوس)
وزارة المساواة بين الجنسين وتنمية الطفل ورعاية الأسرة هي إدارة تابعة لمجلس الوزراء في حكومة موريشيوس.

## وصلات خارجية
- وزارة المساواة بين الجنسين وتنمية الطفل ورعاية الأسرة